# Vectorworks
Vectorworks（ベクターワークス）はアメリカの Vectorworks, Inc. が開発する汎用CAD・BIMソフトウェアの総称である。日本法人としてベクターワークスジャパン株式会社（Vectorworks Japan Co., Ltd.）が存在する。

## 概要
日本での販売元はエーアンドエー株式会社である。動作環境はmacOSおよびWindows。2次元および3次元の座標系内でのベクトルデータとして、作図のほかデータベース・表計算・3Dレンダリングなどの機能を備えている。基本的にベクトルデータを取り扱うが、プレゼンテーションデータへの貼り付けやテクスチャーとしてラスターデータを取り込んで使うことも可能である。
なお、バージョン2009以降の正式な綴りは"Vectorworks"であり、wは小文字で表記する。wを大文字で表記する"VectorWorks"はバージョン2008までの旧称であるため、バージョン2009以降を指す場合は誤りである。公式サイトなどで使われているロゴは、すべて大文字の"VECTORWORKS"となっている。

## 用途
汎用CADソフトとして、建築（意匠・構造・設備）・土木・機械・工芸などさまざまな分野で利用されている。特定分野を対象とした機能拡張も多数販売・配布されており、ユーザーは必要に応じてそれらを組み込んだり、独自に機能を拡張したりすることで利便性を高めることができる。現在は上位バージョンの専門化が進んでいる。ArchitectはBIM・インテリア設計向け、Landmarkは造園向け、Spotlightは舞台照明向けの機能を搭載している。一方、Fundamentalsは、汎用的な作図・モデリング・レンダリング機能といった基本製品としての役割を担っている。

## 日本での販売製品
- Vectorworks Design Suite（すべての機能が搭載されたパッケージ）
- Vectorworks Architect（BIM・インテリア設計向けのパッケージ）
- Vectorworks Landmark（ランドスケープ・造園設計向けのパッケージ）
- Vectorworks Spotlight（エンターテインメント設計向けのパッケージ）
- Vectorworks Fundamentals（2D、3D、レンダリング、データベースなどのベーシックなパッケージ）

Design Suite、Architect、Landmark、Spotlightは各業界の専門機能が搭載された製品となっている。専門分野別製品はFundamentalsの機能も包含している。
（レンダリングモジュールRenderworksは全製品に標準搭載）

## 歴史
Diehl Graphsoft, Inc.（その後ドイツのNemetschek AGに買収され、Nemetschek North Americaに改称。2016年よりVectorworks, Inc.）によって、"MiniCad"という商品名で開発された。当初はMacintosh版のみであったが、のちにWindows版も登場した。比較的安価に導入でき、個人事業主や小企業でも導入しやすい製品である。ユーザー同士の交流も盛んで、プラグイン開発の情報を扱うサイトも多い。
- 1991年 - MiniCad+3日本語版がリリース。
- 1996年 - MiniCad 6日本語版がリリース。このバージョンでWindows版が登場。
- 1998年 - MiniCAD 7日本語版がリリース。
- 1999年 - バージョン8よりVectorWorksに改称。
- 2006年 - VectorWorks 12より上位エディションDXをリリース。それまでのA&A独自機能を盛り込んだ製品から、米国のオリジナルをローカライズした製品へとシフト。ただし、独自機能は拡張ツール（プラグイン）集として提供。
- 2007年 - VectorWorks 12.5リリース。このバージョンでIntel Mac（インテル製プロセッサを搭載したMac）に対応。
- 2008年 - バージョン名を西暦年に変更。FundamentalsとDesignerが製品化され、ワールドワイドで同一の仕様となる。同時に高額化が進んだが、競合製品よりは廉価にとどめられている。
- 2009年 - モデリングエンジンがParasolidになり、精確性と堅牢性が向上した。また、BIM機能を搭載したパッケージとして、Architectが国内でリリース。このバージョン2009からVectorworksに表記が変更された。
- 2011年 - Renderworks（当時別売）のレンダリングエンジンがLightWorksからCinema 4Dに変更され、レンダリング時間が大幅に短縮しつつも品質が向上。
- 2012年 - 年間契約型保守サービス「Vectorworks Service Select」を提供開始。クラウドサービス「Vectorworks Cloud Services」が提供開始。
- 2013年 - 造園向けのLandmark、舞台照明向けのSpotlightが国内でリリース。
- 2021年 - 2021シリーズをリリース。
- 2022年 - 2022シリーズをリリース（バージョン番号は27に相当）。DesignerがDesign Suiteに改名。このバージョンでAppleシリコンにネイティブ対応し、リリース当時Appleシリコンにネイティブ対応した初のBIMツールとなる。また、OpenGLの代わりにDirectX/Metalを使用するようになった[2][3]。

## レンダラー
Vectorworks 2016以降、リアルなレンダリングが可能なRenderworksが標準搭載されている（以前は別売）。Renderworksには、Cinema 4Dに使われているCinewareが搭載されている。Vectorworks 2022からはRedshift by Maxonが搭載されたことで、GPUアクセラレーションによるバイアスレンダリングが可能となった。
また、外部レンダラーとの連携として代表的なものは以下のものがある。
- Lumion（LiveSync）
- Enscape
- Twinmotion（Unreal Datasmith形式）

## プロジェクト共有
1つのファイルを複数人で協同設計をするための機能であり、デザインシリーズで利用可能。
ファイルサーバーにプロジェクト共有の設定を行なったファイルをアップロードすると、各設計者は自身のVectorworksでそのファイルを開くことで作業用ファイルがローカルに作成される。チェックアウトと呼ばれる手続きをすることで、レイヤ単位またはオブジェクト単位で編集権限を持つことができる。チェックアウトされている間は、他の設計者は編集ができない状態となる。
リリースして反映すると、他の設計者のVectorworksに通知されるため、更新することで反映結果を確認できるようになる。
一般的に協同設計機能はファイルサーバーか専用サーバーが必要となるが、Vectorworksのプロジェクト共有はDropboxやOneDriveなどのクラウドストレージサービスも利用できる。

## データ形式
Vectorworks特有のファイル形式はVWX（Vectorworks）形式である。拡張子は2008で"vwx"に変更されたが、Version 12.5までは"mcd"であった。"mcd"はMiniCadとして開発・販売されていた名残であり、またWindows CADではMicroCADAMがMiniCad以前より使用していた拡張子でもある。
これら以外のフォーマットのファイルにも対応しており、他のCADソフトとの間でデータのやりとりが行える。主なフォーマットとして、次のようなものがある。
| 対応フォーマット                                                                | 取り込み            | 取り出し            | 備考                                                   |
| ------------------------------------------------------------------------------- | ------------------- | ------------------- | ------------------------------------------------------ |
| DXF                                                                             | 〇（R2.5～2022）    | 〇（R12～2022）     |                                                        |
| DWG                                                                             | 〇（R2.5～2022）    | 〇（R12～2022）     |                                                        |
| DWF                                                                             | 〇（4.2・5.5・6.0） | 〇（4.2・5.5・6.0） |                                                        |
| IFC・IFCXML・IFCZIP                                                             | 〇（2x2・2x3・4）   | 〇（2x2・2x3・4）   | Design Suite、Architect、Landmark、Spotlight           |
| BCF                                                                             | 〇                  | 〇                  | Design Suite、Architect                                |
| SAT                                                                             | 〇                  | 〇                  |                                                        |
| COLLADA（DAE）                                                                  | ー                  | 〇                  |                                                        |
| FBX                                                                             | ー                  | 〇                  |                                                        |
| IGES                                                                            | 〇                  | 〇（IGS 5.3）       |                                                        |
| OBJ                                                                             | 〇                  | 〇                  |                                                        |
| STEP                                                                            | 〇                  | 〇                  |                                                        |
| STL                                                                             | 〇                  | 〇                  |                                                        |
| Cinema 4D                                                                       | ー                  | 〇（R22）           |                                                        |
| Rhinoceros（3DM）                                                               | 〇                  | 〇                  |                                                        |
| Parasolid                                                                       | 〇（X_T 9～33）     | 〇（X_T 9～33）     |                                                        |
| SketchUp                                                                        | 〇（4～2020）       | ー                  | Design Suite、Architect、Landmark、Spotlight           |
| 3DS                                                                             | 〇（3.0～）         | 〇                  | Design Suite、Architect、Landmark、Spotlight           |
| Revit（RVT・RFA）                                                               | 〇（2011～2022）    | 〇（2022）          | Design Suite、Architect、Landmark、Spotlight           |
| Unreal Datasmith                                                                | ー                  | 〇                  |                                                        |
| 点群データ （LAZ・LAS・PTS・E57・XYZ・PLY）                                     | 〇                  | ー                  | Design Suite、Architect、Landmark、Spotlight           |
| Shapeファイル                                                                   | 〇                  | 〇                  | Design Suite、Architect、Landmark                      |
| 座標データ（TXT・CSV）                                                          | 〇                  | ー                  | Design Suite、Architect、Landmark                      |
| PDF                                                                             | 〇                  | 〇                  |                                                        |
| 3D PDF                                                                          | ー                  | 〇                  | Design Suite、Architect、Landmark、Spotlight           |
| EPSF                                                                            | 〇（3.1）           | 〇（3.1）           |                                                        |
| イメージファイル （BMP・JPEG・PNG・GIFなど）                                    | 〇                  | 〇                  |                                                        |
| ジオリファレンスイメージ （BPW・JGW・PGW・TFW・GFW・WLD） （ECWは取り込みのみ） | 〇                  | 〇                  | Design Suite、Landmark （Architectは取り出しのみ対応） |
| Cinema 4Dテクスチャ                                                             | 〇（R13～24）       | ー                  |                                                        |
| 地理空間情報（KML/Google Earth）                                                | ー                  | 〇                  | Design Suite、Architect、Landmark、Spotlight           |
| 照明器具情報（Lightwright5）                                                    | 〇                  | 〇                  | Design Suite、Spotlight                                |
| ホイストデータ（TXT・CSV）                                                      | 〇                  | 〇                  | Design Suite、Spotlight                                |
| MVR                                                                             | 〇（1.4）           | 〇（1.4）           | Design Suite、Spotlight                                |
| Vision（ESC）                                                                   | ー                  | 〇                  | Design Suite、Spotlight                                |
| ワークシート（TXT・CSV・DIF・SLK・XLS・XLSX）                                   | 〇                  | 〇                  |                                                        |
| スクリプト（TXT・VSS・VS・PY） （PYC・XXT・MPCは取り込みのみ）                  | 〇                  | 〇                  |                                                        |
| MiniCAD（MCD）                                                                  | 〇（7～12）         | ー                  |                                                        |
| Vectorworks（VWX）                                                              | 〇（2008～2021）    | 〇（2017～2021）    | 取り出しは過去5バージョン                              |

## 関連書籍
- Vectorworks Architectで学ぶ 住宅設計のためのBIM入門